# Sol Indiges
Sol Indiges ("Sole Indìgete") è il termine che indica una divinità solare dell'antica religione romana. Il termine indiges , che si ritrova anche nei Di indigetes, è di significato incerto ed è tradotto come "nativo" o "invocato".

## Storia
Secondo le fonti romane, il culto del Sole fu introdotto da Tito Tazio poco dopo la fondazione di Roma.
Secondo Tacito a Roma vi era un tempio dedicato al Sole nel Circo Massimo, attestato per i primi tre secoli dell'era cristiana. 
Un altro tempio dedicato al Sole era presente sul Quirinale, dove veniva offerto un sacrificio annuale al Sol Indiges il 9 agosto, per commemorare la vittoria di Gaio Giulio Cesare nella battaglia di Farsalo
Sulla base del frammento dei Fasti scoperti a Ostia antica nel 1921, in cui si legge la scritta ON IND [igeti è stato ipotizzato che al Sol Indiges fosse dedicato anche l'11 dicembre della festa degli Agonalia, dedicata al dio romano Apollo, venerato con l'appellativo di indigete.
Un santuario dedicato al Sol Indiges è attestato nel luogo dello sbarco di Enea, alla foce del Numico presso Lavinium.